# Стечение согласных
В лингвистике, стечение согласных, сочетание согласных, консонантное сочетание, консонантный комплекс или кластер — несколько идущих подряд согласных звуков без гласных между ними. Например, в английском языке группы /spl/ и /ts/ — кластеры в слове англ. splits.
Иногда под этим термином понимается только кластер согласных, находящихся в одном слоге. По другому определению, термин включает в себя последовательности согласных на стыке слогов (или даже слов). По первому определению, кластеры в английском слове extra — /ks/ и /tr/, в то время как по второму определению — /kstr/ (или /kstʃr/ в некоторых диалектах).

## Фонотактика
Фонотактика (выявление закономерностей сочетания фонем) языка определяет, какие сочетания согласных допустимы в данном языке.

### Короткие кластеры
Многие языки являются «строгими» в плане кластеров согласных. Многие языки полностью запрещают стечение согласных, например гавайский и большинство малайско-полинезийских языков. Японский язык является почти столь же строгим, но допускает последовательность из назального согласного плюс другого согласного, как в Хонсю [honɕuː]. Арабский литературный язык и большинство других семитских языков запрещает стечение согласных в начале слова и более двух последовательных согласных на других позициях. Однако современный иврит допускает два согласных в начале слова (например, pkak «пробка»; dlaat «тыква»); в марокканском диалектe арабского языка, под влиянием берберских языков, также присутствуют многочисленные кластеры согласных.
Кхмерский, как и большинство языков мон-кхмерской семьи, допускает лишь начальные кластеры, имеющие до трёх согласных на слог. В финском языке начальные кластеры встречаются только в юго-западных диалектах и во внешних заимствованиях, и допускаются только кластеры из трёх согласных внутри слова. Большинство разговорных языков и диалектов, однако, более либеральны. В бирманском языке в письме допускаются кластеры до трех согласных (инициаль и две медиали /-j-/, /-w-/), но только два (начальная и одна медиальная) произносятся. Эти кластеры ограничены определёнными буквами. Некоторые бирманские диалекты допускают кластеры до четырёх согласных (с добавлением медиальной /-l-/, которые могут соединяться с вышеупомянутыми медиалями.

### Длинные кластеры
Другая крайность — языки, допускающие очень длинные кластеры. Например, картвельские языки Грузии. Кластеры в грузинском языке из четырёх, пяти или шести согласных не являются редкостью. Например, /brt'q'ɛli/ (плоский) /mt͡s'vrtnɛli/ (тренер) и /prt͡skvna/ (шелушение). Если учитывать аффиксы, то встречаются кластеры длиной в восемь согласных: /ɡvbrdɣvnis/ (он выщипывает нас). Согласные не могут быть ядром слога в грузинском, так что этот слог анализируется как CCCCCCCCVC. Среди устаревших слов встречаются и более сложные: например, в поэме «Витязь в тигровой шкуре» встречается слово с 11 согласными подряд — ვეფხვთმბრდღვნელი /vepʰχvtʰmbrdʁvneli/ (тигрошкуросдиратель). При этом если образовать от этого слова форму родительного падежа, в кластере будет уже 12 согласных: /vepʰχvtʰmbrdʁvnlisa/. В грузинском, как правило, такое нагромождение обусловлено а) словосложением безо всяких разделительных гласных, то есть сочетанием первой основы с «хвостом» из нескольких суффиксов и второй основы с одним или неск. префиксами; б) полиперсональным глаголом, то есть когда в одной словоформе совмещается и лицо/лица — производители действия, и лицо/лица, на кого направлено действие, иногда в комплексе с префиксами пространственного значения.
Такие длинные последовательности согласных (6 и более) возникают только в грузинском и в основном в начале слова; в родственных занских их нет, а в сванском достигают макс. 5 и тяготеют к концу слова.
В соседнем, но не родственном армянском языке также допускается существование больших кластеров. Например, «k̕rt̕mndzhal» в классической транслитерации и khghchmtank̕  քրթմնջալ / kʰɾtʰmnd͡ʒɑl / («ворчать») и խղճմտանք / χʁt͡ʃmtɑnkʰ / («совесть») начинается с восьми согласных, но важно заметить, что между этими согласными есть гласный звук ը, который не пишется, но произносится: ք(ը)րթմ(ը)նջալ. В армянском языке этот звук ը произносится между двух согласных: գ(ը)լուխ -глух (голова), между трёх согласных: գ(ը)րկել- гркел (обнять, обнимать) и т. д. хотя в армянском алфавите и в современной романизации армянского алфавита слова, начинающихся с более чем шести согласных, редки.
Во многих славянских языках также встречаются очень сложные последовательности согласных. Например, в словацком слове štvrť /ʃtvr̩tʲ/ («четверть»), и žblnknutie /ʒbl̩ŋknutje/ («тяжелый удар») и словенское слово skrbstvo /skrbstʋo/ («благосостояние»). Тем не менее, плавные согласные / r / и / l / могут образовывать слог в западнославянских и южнославянских языках, и в этом случае фонологически ведут себя как гласные. Пример настоящего согласного кластера в начале слова — польское слово wszczniesz (/fʂt͡ʂɲɛʂ/ («начнёшь, поднимешь (шум, ссору, борьбу)») В сербско-хорватском слове opskrbljivanje /ɔpskr̩bʎiʋaɲɛ/ («снабжение продовольствием») lj и nj являются диграфами, представляющими согласные [ʎ] и [ɲ], соответственно.
Главной особенностью ительменского консонантизма является крайне высокая степень насыщенности звуковой цепи. Так, в начале слова отмечаются стечения от двух до семи согласных, не разделённых слогообразующими элементами: кстк’ӆкнан («он спрыгнул»). В конце слова отмечаются стечения до четырёх согласных:  қтимпӆх («принеси это»). В середине слова также возможны стечения до семи согласных, но они обычно разбиваются слоговой границей.
В некоторых салишских языках встречаются длинные слова вообще без гласных, например, в языке нухалк слово / xɬp'χʷɬtʰɬpʰɬːskʷʰt͡s' /: он имел в своем распоряжении растения дёрена. Очень трудно точно классифицировать, какие из этих согласных могут выполняют роль ядра слога, и эти языки усложняют классическое понятие слога. Та же проблема встречается в северноберберскиx языкаx, мон-кхмерских языках, марокканском диалекте арабского языка и языке мияко.
Пример из языка шильха (берберские языки):
/tkkst stt/ «ты снял это»
rgl t [r.glt.] «закрой это!»
ffɣat [f:.ɣat.] «выйди!».
Из языка семай (мон-кхмерские языки):
[kckmrʔɛːc] 'короткие, толстые руки'.
Из языка мияко:
kff 'делать'
fks 'строить'
sks 'резать'
psks 'дёргать'.

### Восточноазиатскиe языки
В восточноазиатских языках (например, в китайском и вьетнамском) существует тенденция к сокращению и упрощению кластеров согласных. Древнекитайский язык содержал дополнительные медиали, такие как / r / и/или / l /, которые были утрачены в среднем китайском и современном китайском. Слово 江, читающееся как «цзян» в современном китайском и «конг» на кантонском диалекте, скорее всего раньше произносилось как «клонг» или «крунг». Кроме того, согласно последним реконструкциям, в древнекитайском существовали начальные кластеры «tk» и «sn», из которых развились палатализованные шипящие.
Древневьетнамский также был богат инициальными кластерами, но они постепенно слились с простыми инициалями в среднем вьетнамском, а некоторые кластеры превратились в назальные согласные.

## Заимствования
Стечение согласных в заимствованном слове не обязательно следует правилам фонотактики языка заимствования. Так, убыхский корень psta, заимствованный из адыгейского языка, нарушает правила убыхского языка «не более чем два согласных в начале слова»; кроме того, английские слова sphere /sfɪər/ и Sphinx /sfɪŋks/ греческого происхождения нарушают запрет английского языка на два щелевых согласных в начале слова. См. также теория оптимальности.
С другой стороны, в заимствованиях часто наблюдаются различные способы устранения недопустимых начальных сочетаний согласных. Один из них состоит в упрощении начального сочетания. Например, эстонские формы: kool «школа», tool «стул». Другой способ состоит в добавлении начального гласного (это явление называется протеза). Примеры с теми же словами из андийского языка (Дагестан): /iʃkol/ 'школа', /ustul/ 'стол'.

## Английский
В английском языке самый длинный возможный кластер в начале слова состоит из трех согласных, например в split /splɪt/ и strudel /ʃtruːdəl/. Все они начинаются с /s/ или / ʃ / и заканчиваются на / l / или  / r /. Самый длинный возможный финальный кластер состоит из пяти согласных, как например в angsts  /æŋksts/ и название места в Йоркшире Hampsthwaite / hæmpsθweɪt /. Четыре согласных подряд встречаются чаще, например в twelfths  / twɛlfθs /, sixths /sɪksθs/ и glimpsed / ɡlɪmpst /. В сложносоставных словах возможны и большие кластеры, например Handspring  / hændspriŋ /.
Важно различать кластеры и диграфы. Кластеры состоят из двух или более согласных звуков, в то время как диграф представляет собой группу из двух согласных букв, составляющих один звук. Например, в слове ship, две буквы sh вместе представляют собой единый согласный  [ʃ]. С другой стороны, одна буква х может произвести кластер согласных /ks/ (annex, exist) или /kʃ/ (luxury). Возможны комбинации диграфа и кластера. Например, в слове length два диграфа ng, th представляют собой стечение двух согласных:  / ŋθ /; в слове lights после немого диграфа gh следует кластер t, s:  / ts /. В сложных словах, таких как sightscreen / saɪtskriːn / или catchphrase /kætʃfreɪz/, встречаются более сложные сочетания кластеров и диграфов.

## Русский
Считается, что в русском языке кластеры из четырёх и более согласных нарушают благозвучие речи.
Ещё М. В. Ломоносов, говоря о звуковой организации речи, рекомендовал «оберегать непристойного слуху противного стечения согласных, например: „всех чувств взор есть благороднее“, ибо шесть согласных, рядом положенные — вств-вз, язык весьма запинают».
Кластеры из четырёх согласных в русском языке не часты, но встречаются и в начале слова («встрепенуться»), и в конце («черств», «знакомств»).
В начале и в конце корня в русском языке не встречается тройных и бо́льших сочетаний согласных.
В русском языке преобладают сочетания согласных, построенные в соответствии с законом восходящей звучности слога, то есть шумный согласный (глухой или звонкий) + сонорный («гр», «др», «кл», «пл», «см», «зн», «зл» и т.д.).
Встречаются и более длинные кластеры в одном слове:
бодрствовать, контрпример, контрпредложение, контрпривод, контрприказ, всплеск, взгляд, встреча. Такие кластеры всегда возникают на стыке морфем (приставка + корень или корень + суффикс).